# 봉성초등학교 (경북)
봉성초등학교는 대한민국 경상북도 봉화군 봉성면 봉성리에 있는 공립 초등학교이다.

## 학교 연혁
- 1932년	11월 25일 봉성공립보통학교 개교(설립인가 11월 4일)
- 1938년 4월 1일 봉성공립심상소학교로 개칭
- 1941년	4월 1일 봉성공립국민학교로 교명 변경
- 1996년	3월 1일 봉성초등학교로 교명 변경
- 2010년	9월 1일 도지정 작은학교 가꾸기 시범 학교 운영
- 2016년	9월 1일 제26대 김우영 교장 취임
- 2017년	2월 17일 제82회 졸업식 거행(총 졸업생수 5453명)
- 2017년	3월 1일 3학급, 특수학급편성

## 참고 자료
- 봉성초등학교 - 한국교육학술정보원 학교알리미